# Xenophyophorea
A Xenophyophorea a likacsosházúak (Foraminifera) kládja. A világ óceánjaiban 500–10 600 m mélyben élő többmagvú óceánfenéki egysejtűek. Környezetükből vonják ki az ásványi anyagokat és külső váz, héj kialakítására használják.
Először Henry Bowman Brady írta le 1883-ban. Abisszális síkságokon gyakoriak, helyenként domináns fajok. 15 nemzetsége és 75 változatos méretű faja ismert. A legnagyobb, a Syringammina fragilissima az egyik legnagyobb többmagvú egysejtű, átmérője akár 20 cm is lehet.

## Név és taxonómia
A Xenophyophorea név görögül idegentest-hordozót jelent, utalva az üledékekre, melyekből héjukat felépítik. 1883-ban Henry Bowman Brady egyszerű likacsosházúaknak sorolta be. Később a szivacsok közé helyezték. A 20. század elején a „gyökérlábúak” (Rhizopoda) osztályának, majd a Protista törzsének tekintették. Filogenetikai tanulmányok szerint az egykamrás likacsosházúak („Monothalamea”) specializált osztálya.
Egy SSU rDNS-alapú 2013-as molekuláris elemzés alapján a Syringammina és a Shinkaiya a Rhizammina nemzetséggel közeli rokon kládot alkotnak. További bizonyítékok igazolták a Xenophyophorea monoíliáját. E tanulmány feltételezte továbbá sok önálló nemzetség polifíliáját a hasonló alakok többszöri konvergens evolúciójával.
Korábban az összeállt Psamminida és a rugalmas, fehérjés héjú Stannomida csoportokra osztották, de molekuláris kladisztikai elemzések szerint sok a homoplázia és e felosztás gyengén alátámasztott.

## Anatómia

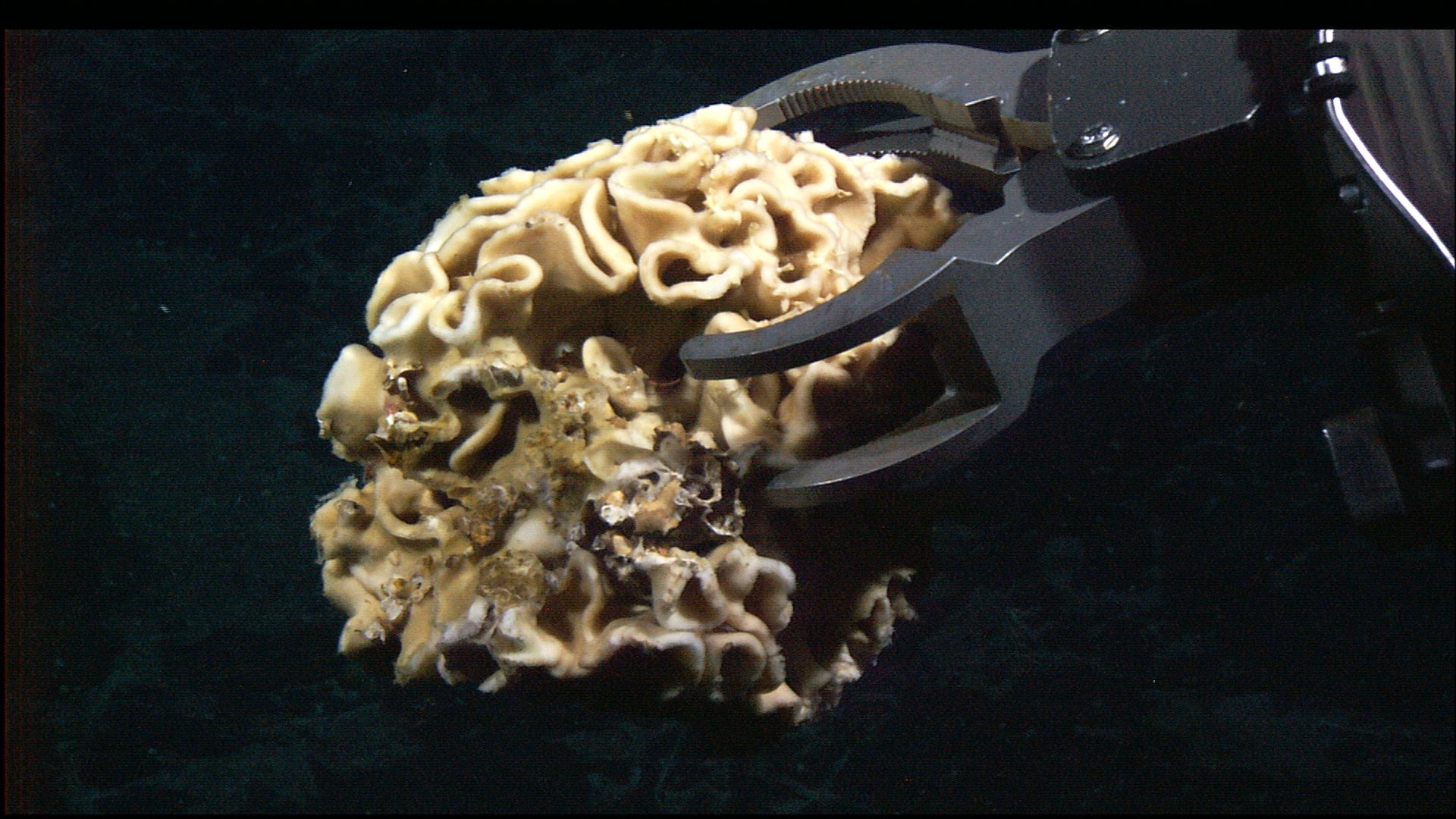
20 cm-es példányuk

A Xenophyophorea egysejtű sok maggal. Sokuk érzékeny és összetett héjakat alkot kalcium-karbonátból (CaCO3) vagy más ásványokból és szerves kötőanyagból, méretük néhány mm-től 20 cm-ig terjedhet. Szerkezetük és állaguk a puha, csomós alaktól a legyezőkig és összetett szerkezetekig terjed.
Egyes fajok, például a Psammina többkamrás héjakat alkot.
Fajai változó morfológiájúak, de általános szerkezetük egy elágazó szerves tubulusokból álló rendszert közrezáró héjat és hulladékanyagokat tartalmaz.
Számos egyedi fogalmat használnak anatómiai részeire:
- Az egyes hulladékgöbök a szterkómák, a hosszú láncokban összefűzöttek a szterkomáriumok. Ide tartoznak a kis sárgásvörös gömbölyű xantoszómáik is.
- Gyakran vannak baritkristályai (granella) citoplazmájukban. Ez nem tévesztendő össze a granelláriummal, amely a plazmatest és a hozzá kapcsolódó cső.
- A linellák hosszú (néhány mm), fonálszerű szerkezetek egyes fajok granelláriumán kívül, ezek a héj rugalmas részét alkotják.
- A xenophyák a héjat alkotó összeállt részecskék. Ezek fajonként változnak, lehetnek köztük üledékrészecskék, szivacsspiculák, sugárállatkák vagy kisebb likacsosházúak héjai.[2]

Tömege kevesebb mint 1%-át teszi ki sejtplazmája.
Bizonyos ásványi anyagokat választanak ki héjukba, citoplazmájukba vagy az általuk kiválasztott termékekbe, az ásványok fajonként változnak, de gyakori a barit, az ólom vagy az urán. A Shinkaiya granelláriuma sok higanyt tartalmaz.
Több tanulmány a Xenophyophoreában különösen sok radioaktív anyagot mutatott ki, ezt először az Occultammina nemzetségben figyelték meg, de az óceán különböző részeiről több más fajban is igazolták.

## Növekedés és szaporodás
Kevés ismeret van a Xenophyophorea szaporodásáról. Feltehetően nemzedékváltakozással történik más likacsosházúakhoz hasonlóan, de ez nem igazolt.
Az ivarsejtek a granellárium speciális részén alakulnak ki, mely kitágult oldalágnak (Psammetta) vagy hagymának (Cerelasma) tűnhet. Méretük mintegy 20 μm, 2 ostoruk van, ezután feltehetően amőboid állapot következhet, de lehet, hogy az amőboid állapot amőboid ivarsejteket jelent más likacsosházúakhoz hasonlóan, ez megtalálható a granelláriumokban is. Fiatal példányokat észleltek felnőttekkel együtt, ezek a Psammettában patkó alakúak és xenophyák fedik.
Az elsődleges plazma helye néha a felnőtt példányokban kimutatható. Egyes fajoknál éles változás a xenophyatípusban, másutt a fiatalok szabályosak, a felnőttek szabálytalanok, megint másutt fordítva.
A növekedés epizodikus, egy 8 hónapos megfigyelés 3–10-szeres növekedést mutatott ki a Reticulammina labyrinthica fajban. Ez 2–3 napos fázisokban történt, melyeket mintegy 2 hónapos nyugalmi állapot választott el. E fázisok a fajban közel szinkronak, de nem ismert, hogy biológiailag vagy fejlődésileg irányított, feltehetően a szinkron fázisok csak véletlenek.
Minden epizód 3 fázisban történik: előbb az alap szélesedik és lapul, így a felszín simul, majd az eredeti alak újra megjelenik nagyobban, végül a felszíni textúra újjáépül. A gyors növekedés alapján feltehetően nem oly hosszú életűek, mint korábban feltételezték.

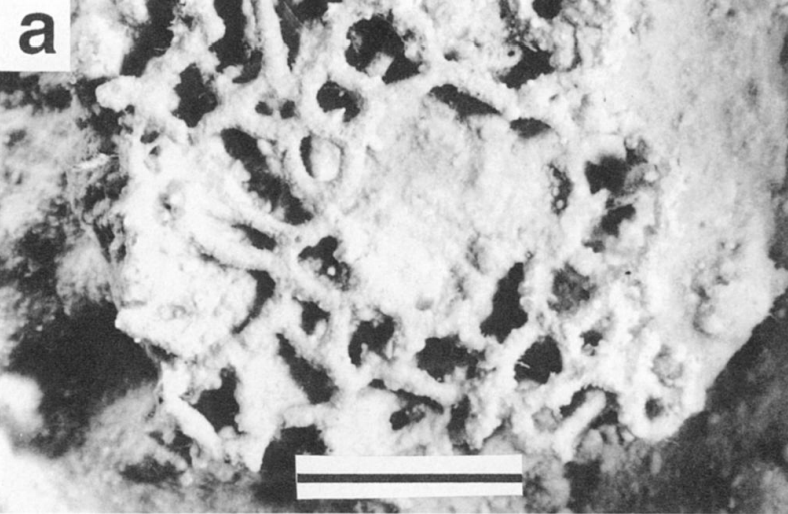
Occultammina sp. az Északkelet-Atlanti-óceánból mintegy mélyből

## Élőhely
A mélytengerfenék fontos élőlényei, mivel mind a négy fő óceáni medencében megtalálták. Jelentős szervesanyag-áramlású területeken, például termékeny felszíni vizek, tengeri kanyonok, lejtős helyek és kontinentális lejtők körül gyakoriak. Nem találhatók meg hipoxiás vizekben.
500–10 600 m mélyben fordulnak elő. Legtöbb fajuk epifaunális, egy faj, az Occultammina profunda infaunális, akár 6 cm mélyre is beáshatja magát az üledékbe.
Leggyakoribbak lágy üledéken, de megtalálhatók sziklás szubsztráton, például bazalton, kanyonfalakon vagy mangáncsomókon, mangánkérgeken.

## Táplálkozás
Étrendjük és evési ökológiájuk hosszú ideig kérdéses volt, törékeny héjuk és mély vízi élőhelyük az in vivo megfigyelést nehezíti. Korai feltételezések szerint szűrögetők, baktériumokkal evők, lerakódásból evők és részecskecsapdázók voltak. Az üledékből állábbal való aktív táplálékbevitelt és a héjba való csapdázást azóta megerősítették. A lipidkoncentráció-elemzés a szterkomákban különösen sok baktériumot mutatott ki, ez alapján feltehetően hulladékon élő baktériumokat használnak táplálkozásuk kiegészítéséhez.
Egy táplálkozásuk vizsgálatához izotópelemzést használó 2021-es tanulmányban kimutatták, hogy kovamoszatokat és oldott szerves anyagokat is felvesznek glükózként, nem igazolta a baktériumok segítő funkcióját a héjban, helyette azt feltételezték, hogy a fitodetritusz gyűjtésében segítenek felszínnöveléssel. Feltételezték, hogy az óceánfenéki biogeokémiai ciklusokban fontosak.

## Fosszíliák
2017-ig nem volt ismert igazoltan a Xenophyophoreához tartozó fosszília.

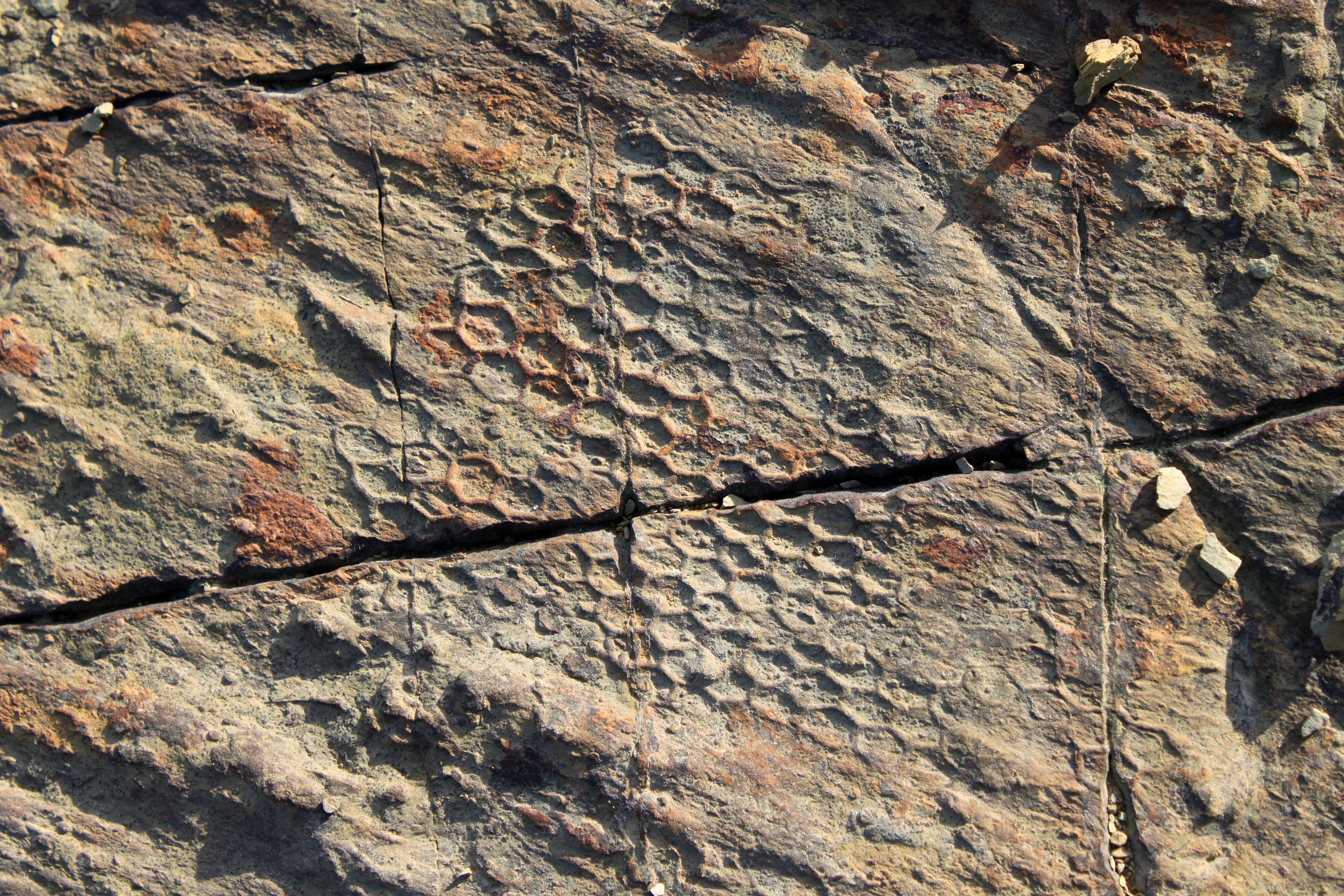
A Paleodictyont Xenophyophorea-fosszíliának feltételezték, de ez vitatott.

Feltételezték korábban, hogy az ediakara Vendozoa tagjai Xenophyophorea-fosszíliák. Azonban a Dickinsonia-fosszíliákkal összefüggő C27-szterolok felfedezése miatt ez vitatott lett, mivel a szterolokat csak az állatokkal hozták összefüggésbe. E kutatók szerint a Dickinsonia és rokonai a Bilateria tőcsoportját alkotják. Más ediakara fosszíliák (például Palaeopascichnus, Intrites, Yelovichnus, Neonereites) feltételezett Xenophyophorea-fosszíliák és az eocén Benkovacina rokonai. Azonban utóbbi elemzése nem talált baritkristályt vagy fali likacsosházúakra való bizonyítékot. Egy, a Paleopascichnus növekedést és fejlődését vizsgáló 2011-es tanulmány szerint az valószínűleg nem Xenophyophorea-tag. A Pteridiniumot vizsgáló 2014-es tanulmány arról is kimutatta ugyanezt.
Egyes kutatók szerint a kora kambriumban megjelent Graphoglyptidae lehet a Xenophyophorea tagja, és leírták az élő Occultammina és a fosszília hasonlóságát. Ezt támasztja alá a hasonló abisszális élőhely, azonban a Graphoglyptida nagy mérete (akár 0,5 m), szabályossága és a xenophyahiány alapján ez vitatott. A Paleodictyonnak modern példányait megtalálták, de nem volt bizonyíték héjra, szterkomáriumra, granelláriumra vagy Xenophyophorea-DNS-re, és a nyom lehet szivacsé vagy kotoréké.
Egyes karbon fosszíliákról feltételezték a Xenophyophorea-eredetét a báriumkoncentráció és a morfológiai hasonlóság miatt, de kiderült, hogy a báriumtartalom diagenezis miatt magas, és a morfológia algára hasonlít inkább.

## Ökológia

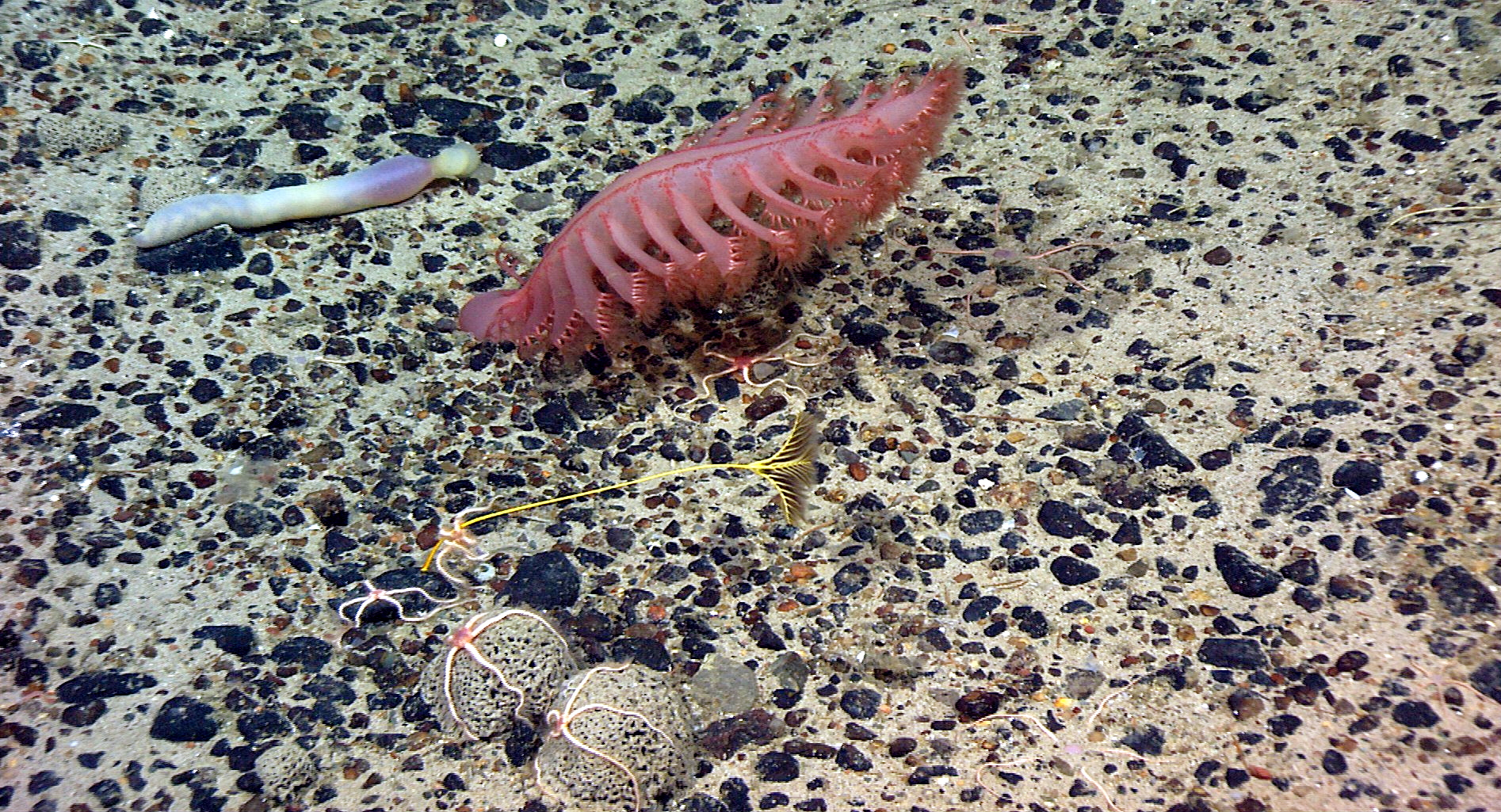
Mélytengeri életközösség néhány Xenophyophorea-taggal. A két nagy példányon lent középen kígyókarúak vannak.

A helyi populációk sűrűsége elérheti akár a 20 m-2-t is. Az ökoszisztémát jelentősen befolyásolják élőhelyet biztosítva és szerves anyagokat csapdázva, növelve a közelben a diverzitást. Kutatások szerint a sok Xenophyophorea-fajt tartalmazó helyeken átlagosan 3–4-szer annyi bentikus rák, tüskésbőrű és puhatestű van, mint hasonló, de Xenophyophoreával nem rendelkező helyeken. Ezenkívül többek közt ászkarákok, Sipunculida- és soksertéjűfajok, fonálférgek és a Harpacticoida kommenzalista gazdái, néhányuk egy faj héjában féltartós lakhelyet is szerezhet. A kígyókarúak is kapcsolatot mutatnak a Xenophyophoreával: alattuk vagy rajtuk gyakoriak. Ezenkívül fontos halbölcsők: a Liparidae Xenophyophorea-héjba petézhet.
Ismertek Xenophyophorea-evő tengericsillag-, Monoplacophora- és Molpadiidae-fajok – a Monoplacophorába tartozó Neopilina galatheae feltehetően speciálisan e csoportot eszi.
Gyakoriságuk ellenére az egységnyi héjra jutó kevés protoplazma miatt a biomasszának gyakran kis részét adják.
Nehezen tanulmányozhatók törékenységük miatt. Mintavételkor gyakran sérülnek példányai, használhatatlanná téve a tanulmányozáshoz vagy a tenyésztéshez. Ezért kevés ismert életciklusukról. Mivel a világ minden óceánjában nagy számban fordulnak elő, hasznosak lehetnek az üledéklerakásban és a biodiverzitás fenntartásában a bentikus ökoszisztémákban.
A DSV Alvin kutatói 3088 m mélyben az Alaszkai-öböl kontinenspereménél egy mintegy 5 cm átmérőjű Cystochinus loveni-példányt találtak több mint 1000 egysejtűvel és más élőlénnyel, például 245 élő Xenophyophorea-példánnyal, elsősorban Psammina-fajokkal, méretük 3–6 mm. Törékenységük alapján vagy óvatosan gyűjtötte a tengerisün, vagy odamentek és ott nőttek.  Több magyarázat lehet erre, például a kémiai álca és hogy az áramlatok általi mozgást e súlyokkal akadályozza.
Különböző ökomorfai különböző helyeken találhatók; a hálós vagy erősen meghajtott nemzetségek, például a Reticulammina vagy a Syringammina gyakoribbak lejtős helyeken vagy kanyonfalak körül, míg a legyezőszerűbb nemzetségek, például a Stannophyllum gyakoribbak állandóbb vízen vagy alacsonyabb elsődleges termelésű helyeken.

## Nemzetségek
Nemzetségei többek közt:
- Syringammina[13]
- Occultammina[13]
- Aschemonella[13]
- Psammina[13]
- Galatheammina[13]
- Semipsammina[13]
- Stannophyllum[13]
- Semipsammina[13]
- Homogammina[13]
- Rhizammina[13]
- Shinkaiya[13]
- Cerelasma[13]
- Spiculammina[13]
- Bizarria[3]
- Tendalia[3]
- Nazareammina[43]
- Cerelpemma[13]
- Maudammina[13]
- Psametta[13]
- Stannoma[13]
- Maudammina[2]
- Cerelpemma?[2]
- Holopsamma[40]
- Abyssalia[44]
- Moanammina[44]

## Fordítás
Ez a szócikk részben vagy egészben  a   Xenophyophorea című angol Wikipédia-szócikk ezen változatának fordításán alapul.  Az eredeti cikk szerkesztőit annak laptörténete sorolja fel. Ez a jelzés csupán a megfogalmazás eredetét és a szerzői jogokat jelzi, nem szolgál a cikkben szereplő információk forrásmegjelöléseként.